# BBÖ VT 40
Der BBÖ VT 40 war ein Verbrennungsmotor-Triebwagen der Bundesbahnen Österreich (BBÖ).

## Technische Daten und Geschichte
Er war der erste benzinelektrische Triebwagen der Bundesbahnen Österreichs und mit einer Höchstgeschwindigkeit von 40 km/h für den Betrieb auf Nebenbahnen vorgesehen. Er wurde 1929 geliefert. 1936 wurde er in der Hauptwerkstatt St. Pölten umgebaut, was Änderungen bei den technischen Daten zur Folge hatte. So wurden die Raddurchmesser von 1.000 auf 950 mm geändert, die Dienstmasse vergrößerte sich geringfügig, die Sitzplatzanzahl wurde von 55 auf 66 erhöht, der Kraftstoffvorrat wurde geringfügig erhöht und die Geschwindigkeit des Fahrzeuges auf 50 km/h erhöht.
In diesem Zustand kam der Triebwagen 1938 in den Bestand der Deutschen Reichsbahn, wo er im Bahnbetriebswerk Krems eingesetzt wurde. 1943 galt der Wagen als betriebsfähig, hatte jedoch einen anderen Antriebsmotor gleicher Leistung von Simmering mit Flüssiggasantrieb. Nach 1945 soll der Triebwagen bei den ČSD hinterstellt worden sein, seine Ausmusterungsdaten sind nicht bekannt.

## Fahrzeugaufbau
Der Fahrzeugteil war eine Nietkonstruktion aus Profilen und Blechen, an beiden Fahrzeugenden besaß er eine reguläre Zug- und Stoßeinrichtung, die nicht durchgehend war. Eine Übergangseinrichtung für den Wechsel des Fahrpersonals bestand an den Stirnseiten des Wagens in Form von Brücken und Schutzgitter von den Führerständen aus. Zwischen diesen befand sich der Fahrgastraum, der als Großraumabteil ausgebildet und einen Mittelgang hatte. Beheizt wurde er ursprünglich durch eine kombinierte Abgas-/Frischluftheizung, beim Umbau wurde diese gegen eine Warmwasserheizung getauscht. Der Antriebsmotor ragte in den Fahrgastraum hinein und war durch eine Doppelbank abgedeckt. Die Antriebsräder waren als Lenkachsen gestaltet und stützten sich an den Radlagern über Blattfedern und Federschaken auf dem Untergestell ab.
Die Maschinenanlage war in einem eigenen Tragrahmen gelagert und federnd auf den Radsatzlagern abgestützt. Der Benzinmotor von DWK war direkt mit einem Gleichstromgenerator über eine doppelte Gummischeibe verbunden. Dieser war eigenbelüftet und zusammen mit dem Erregergenerator im Tragrahmen gelagert. Die elektrische Ausrüstung wurde von den österreichischen BBC-Werken hergestellt. Die Fahrmotoren waren als Tatzlager-Fahrmotoren ausgebildet und besaßen einen einseitigen Antrieb. Bei Geschwindigkeiten über 30 km/h wurden sie mit Feldschwächung betrieben.
Auf dem Dach des Triebwagens waren, wie in der Werksfotografie ersichtlich, im Anlieferungszustand der Kraftstofftank und vier Kühler angeordnet. Nach dem Umbau waren lediglich drei Lamellenkühler auf dem Dach platziert. Der Tank wurde belassen. Das elektrische Bordnetz des Triebwagens war mit 24 V Gleichspannung ausgelegt und wurde vom Generator oder der Fahrzeugbatterie gespeist. Zur Sicherung waren die Fahrzeuge bereits mit einer wegeabhängigen Sicherheitsfahrschaltung von BBC ausgerüstet.